# Tính khí
Trong tâm lý học, tính khí hay khí chất đề cập đến sự khác biệt cá nhân nhất quán trong hành vi dựa trên cơ sở sinh học và tương đối độc lập với học tập, hệ thống các giá trị và thái độ. Một số nhà nghiên cứu chỉ ra mối liên hệ của tính khí với các đặc điểm năng động chính thức của hành vi, chẳng hạn như các khía cạnh năng lượng, tính dẻo, nhạy cảm với các chất tăng cường cụ thể và cảm xúc. Các đặc điểm tính khí (như Thần kinh học, Tính hòa đồng, Tính bốc đồng, v.v.) là những mô hình riêng biệt trong hành vi trong suốt cuộc đời, nhưng chúng đáng chú ý nhất và được nghiên cứu nhiều nhất ở trẻ em. Các em bé thường được mô tả bằng tính khí, nhưng nghiên cứu theo chiều dọc trong những năm 1920 đã bắt đầu thiết lập tính khí như một thứ gì đó ổn định trong suốt tuổi thọ.
Mặc dù một định nghĩa rộng về tính khí được thống nhất, nhiều sơ đồ phân loại cho tính khí đã được phát triển, và không có sự đồng thuận. Trong lịch sử, khái niệm tính khí (temperamentum trong tiếng Latin có nghĩa là 'hỗn hợp') là một phần của lý thuyết về bốn thể dịch, với bốn tính khí tương ứng của họ. Khái niệm lịch sử này được khám phá bởi các nhà triết học, tâm lý học, bác sĩ tâm thần và nhà tâm lý học tâm lý từ thời kỳ đầu của khoa học tâm lý, với các lý thuyết được đề xuất bởi Immanuel Kant, Hermann Lotze, Ivan Pavlov, Carl Jung, Gerardus Heymans và những người khác. Gần đây, các nhà khoa học tìm kiếm bằng chứng về cơ sở sinh học của tính cách đã xem xét thêm mối quan hệ giữa tính khí và hệ thống dẫn truyền thần kinh và tính cách (được định nghĩa trong bối cảnh này là khía cạnh phát triển của tính cách). Tuy nhiên, mối tương quan sinh học đã được chứng minh là khó để xác nhận việc này.